# Osztályozás (könyvtártudomány)
Osztályozásnak nevezzük az könyvtár- és információtudományban  azokat a manuális vagy gépi eljárásokat, amelyek segítségével különbséget teszünk egy sokaság tagjai között. A különbség megállapítása attól függ, hogy milyen célból állunk neki az „egy kalap alá vett” dolgok valamilyen elnevezéssel (kategória) való rendszerezett (szisztematikus) társításának. A leggyakoribb cél, hogy leltárba vegyük  egy tudomány, szakterület témáját alkotó elemek körét, és valamilyen technikával tükrözzük ezeknek az elemeknek a viszonyát. Ez a technika leginkább az egyszerű lista, vagy máskor strukturált (hierarchikus, esetenként számozással is azonosított) jegyzék, felsorolás lehetőleg azonos helyen és időben – közvetlenül vagy közvetve utalva (összepárosítva) a kategorizálandó elemekkel.

## Könyvtári osztályozás
Valójában a 19. század utolsó harmadában alakult ki. Régen csak megőrzési funkciója volt. Kezdetben a polcon lévő hely megegyezett a tárolási hellyel, a tartalmi osztályozás is a polcbéli helytől függött és csak egyféle feltárási és visszakeresési funkció létezett. Mára a szolgáltatás vált elsődlegessé és ismérvtárrá alakult a dokumentumtár.
Több tudós is foglalkozott vele, nem mindegyikőjük volt képzett könyvtáros. Például Ranganathan, Dahlberg, Cutter, Dewey,  Schneider, Shanon, Vickery, Hjorland, Ciganik, Lamser, Ungváry Rudolf, Babiczky Béla, Barátné Hajdu Ágnes.

## Általános fogalma
Azt a logikai tevékenységet, amely során a jelenségeket, tárgyakat hasonlóságuk foka szerint egybegyűjtjük és különbségeik foka alapján elkülönítjük, osztályozásnak nevezzük.
Az osztályozás az emberi gondolkodás alapvető formája, amely párhuzamban áll a fogalomalkotással. Célja a tartalom pontos, akár a konkrétságig menő feltárása, ugyanakkor a tartalmilag összetartozó, olyan kisebb csoportok képzése, ahol lehetőség van az általánostól a specifikusig való keresésre.
- Szurrogátum:

Egybegyűjti mindazon ismérveket, melyek alapján a felhasználó megtalálja a keresett dokumentumot. Két típusa van: elsődleges ~(3 különböző ismérv alapján rendszerez: formai, tartalmi (fogalmi láncok), segítő (segítik a megtalálást: raktári jelzet)) és másodlagos ~(kizárólag ismérveket tárol függetlenül az őt hordozó dokumentumtól vagy információs forrástól, például adatbankok).

## Funkciói
Három funkciója van:
- a dokumentum feltárása,
- a dokumentum tárolása,
- a visszakeresés biztosítása.

## A tartalomfeltárás szintjei
1. Bibliográfiai leírás szintje:
A dokumentumok azonosítására szolgál, a formai jegyek alapján, de tartalmi elemeket is hordozhat (például cím, szerző stb.)
2. Osztályozás szintje:
Ez a tartalom feltárásának eszköze, ismérveket állapít meg a dokumentum tartalmáról és egy fogalmi lánc segítségével írja le, ezáltal alkalmassá válik az információk átfogó tartalmi csoportosítására.
3. Referátum szintje:
Csak a legfontosabb adatokra terjed ki, nem pótolhatja az eredeti művet. Lehet indikatív~ (jeladó), informatív~, annotáció (rövid jellemzés, terjedelme szokásosan 500 n), autoreferátum és recenzió (ez kritikai elemeket is tartalmaz).
4. Tömörítvény szintje:
Összefüggő szövegben írja le a dokumentum minden lényeges elemét, pótolhatja az eredeti művet. Kizárólag szakirodalomban használható.
5. Szemle szintje:
A legmélyebb feltárást biztosítja, több hasonló témájú művet vet egybe: elemez és összefoglal valamilyen szempont szerint. A '70-es években terjedt el publikus formában. Ilyen például a döntéseket előkészítő tanulmány is. Analitikus-szintetikus műfaj.

## Az osztályozás szintjei
Három szintje van: a fogalmi, a nyelvi és a jelzetelési. 
A fogalmak szintje az, amikor a dokumentum tárgyát fogalmakkal írjuk le. 
A nyelvi szinten pontos elnevezéseket adunk a fogalmaknak.
A jelzetelési szinten pedig egy osztályozási rendszer jelkészletének segítségével megadjuk a dokumentum tartalmát.

## Az egyetemes tizedes osztályozás
A hazai könyvtárak nagy részében használt egyetemes tizedes osztályozást (ETO) Melvil Dewey rendszere (Dewey-féle tizedes osztályozás) alapján alakították ki.

## Egyéb könyvtári osztályozási rendszerek
- Az ETO-tól eltérő osztályozási rendszerek is kialakultak, például az Országgyűlési Könyvtár osztályozási rendszere.

## Külső hivatkozások
- Osztályozással foglalkozó szervezetek nemzetközi szövetségének honlapja